# Eduardo Rodríguez (basebollspelare)
Artikeln följer den spanska namnseden; faderns efternamn är Rodríguez och moderns efternamn Hernández.

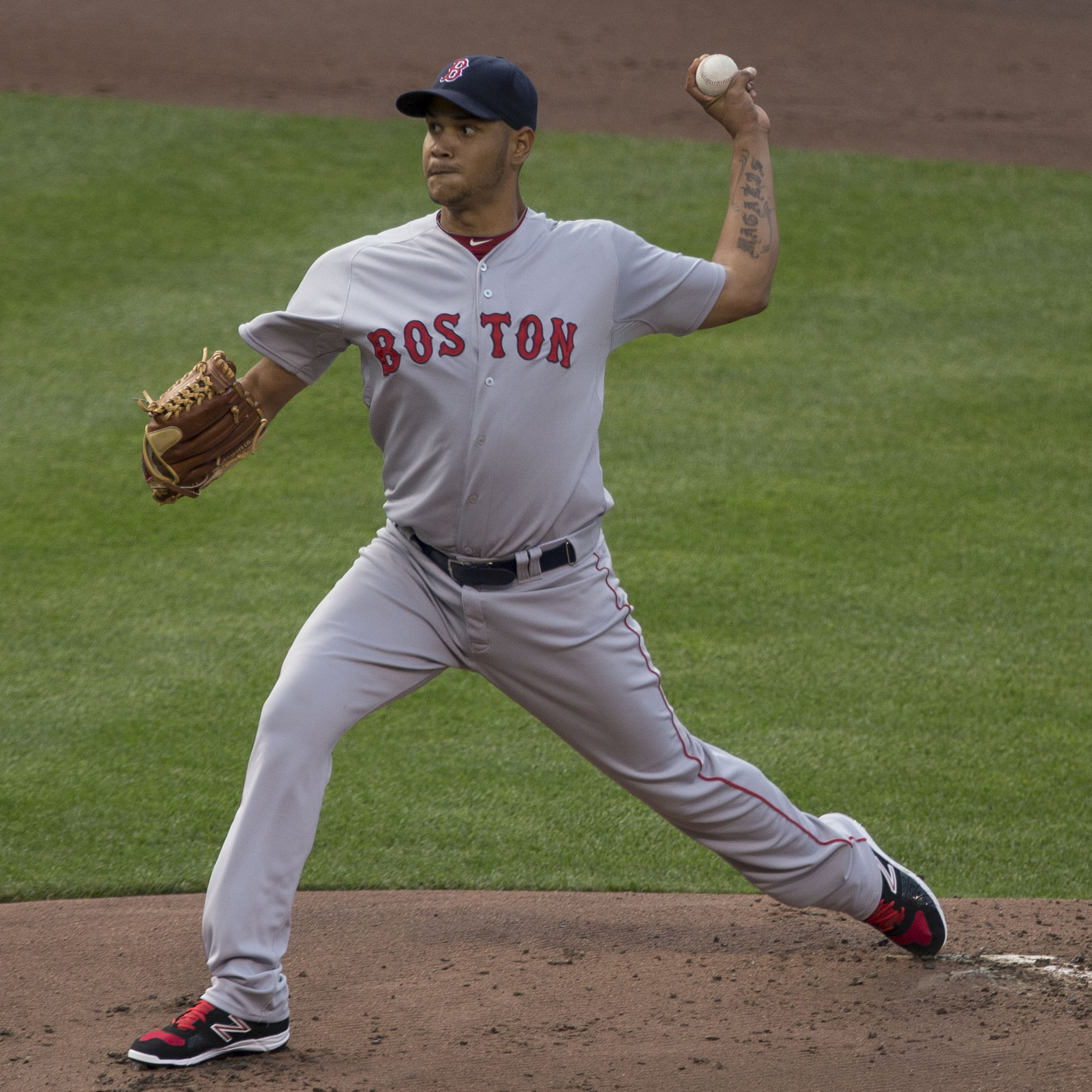
Eduardo Rodríguez, 2015.

Eduardo José Rodríguez Hernández, född 7 april 1993 i Valencia, är en venezuelansk professionell basebollspelare som spelar som pitcher för Detroit Tigers i Major League Baseball (MLB). Han har tidigare spelat för Boston Red Sox.
I januari 2010 skrev han på för Baltimore Orioles som internationell free agent och erhöll en kontant bonus på 175 000 amerikanska dollar. Den 31 juli 2014 blev Rodríguez skickad till Boston Red Sox i utbyte mot Andrew Miller. Den 15 november 2021 skrev han på ett kontrakt med Detroit Tigers, som är värt 77 miljoner dollar och går ut 2026.
Han vann World Series med Boston Red Sox för säsongen 2018.
Rodríguez spelade också för Venezuelas basebollandslag vid 2017 och 2023 års World Baseball Classic.